# 小额通货整理法
《小额货币整理及支付尾数计算法》（日语：／ Shōgaku tsūka no seiri oyobi shiharai-kin no hasū keisan ni kansuru hōritsu），通稱《小额通货整理法》（日语：／ Shōgaku tsūka seiri hō），是日本于1953年7月15日制定的旨在废除小额辅币、小额纸币及小额日本银行券的法律。
根据本法律，1953年12月31日后，所有不满1日圆的以钱、厘为单位的货币以及面值1日圆的黄铜硬币停止流通。江户时代铸造的且在法律上具有货币流通效力的宽永通宝等铜钱，亦因本法律生效而停止流通。

## 概要
本法基于当时物价形势，因面值1日圆以下的货币在交易中几乎不再使用而制定。根据该法，1953年12月31日后，面额1日圆以下（以钱、厘为单位的硬币，含1日圆黄铜硬币）的辅币、临时辅币、政府纸币及日本银行券全面停止流通。
一日圆黄铜硬币因当时金属价格远超面值，存在被熔毁的风险，故被纳入废止对象。自此，在1955年一日圆铝币发行前，日本最低面值货币仅为日本银行券一日圆纸币（当时正在印制的为二宫尊德肖像的“A”号纸币）。
被废止的小额货币兑换期限定为1954年1月4日至同年6月30日。若兑换辅币总额产生不足1日圆的尾数，规定五十钱以上不足一圆的部分按一圆兑换。对于一般债务支付，若无特别约定，也适用同等尾数处理规则。
6月30日兑换期限截止后，未回收的小额纸币余额将从发行余额中剔除，剔除金额计入政府财政收入。
江户时代铸造的宽永通宝及文久永宝虽在明治时代后仍具法定货币效力，但因此法失去流通效力，至此所有江户时代货币均停止流通。
本法施行前夕唯一有效的政府纸币为1948年发行的五十钱纸币，故该法实质上使所有政府纸币失效。
本法第10条规定政府及日本银行“暂不发行”面额不满1日圆的辅币、纸币和日本银行券，且此后从未重启发行。但立法时并未废除《货币法》（规定有五厘至五十钱等货币的单位及重量），《临时通货法》中关于一钱至五十钱的临时辅币条款也得以保留。钱与厘作为货币辅助单位，继续作为金额计算单位使用。
《小额通货整理法》于1988年4月1日随《通货单位及货币发行等相关法律》（新《通货法》）施行，与《货币法》《临时通货法》同步废止。新《通货法》仅保留钱、厘作为计算单位的定义，不再设1日圆以下货币单位。新《通货法》虽未延续旧法禁止发行1日圆以下日本银行券的规定，但因自施行起未新发行有面额一千日圆以下的纸币，故面额1日圆以下的有效法定货币实际上不存在。